# 上莫舍尔
上莫舍尔（德語：Obermoschel，發音：[oːbɐˈmɔʃl̩] ⓘ）是德国莱茵兰-普法尔茨州唐纳山县的城市，与下莫舍尔相邻，面积10.15平方千米，2023年12月31日人口为1,054人。